# 2021-es Formula–1 francia nagydíj
A francia nagydíj volt a 2021-es Formula–1 világbajnokság hetedik futama, amelyet 2021. június 18. és június 20. között rendeztek meg a Circuit Paul Ricard versenypályán, Le Castellet-ben.

## Választható keverékek
| Abroncs              | Friss | Használt |
| -------------------- | ----- | -------- |
| Kemény keverék (C2)  |       |          |
| Közepes keverék (C3) |       |          |
| Lágy keverék (C4)    |       |          |
| Átmeneti esőgumi (I) |       |          |
| Teljes esőgumi (W)   |       |          |

## Szabadedzések

### Első szabadedzés
A francia nagydíj első szabadedzését június 18-án, pénteken délelőtt tartották, magyar idő szerint 11:30-kor.
| helyezés | versenyző          | csapat/motor          | elért idő | különbség | futott kör |
| -------- | ------------------ | --------------------- | --------- | --------- | ---------- |
| 1        | Valtteri Bottas    | Mercedes              | 1:33,448  | −         | 24         |
| 2        | Lewis Hamilton     | Mercedes              | 1:33,783  | +0,335    | 21         |
| 3        | Max Verstappen     | Red Bull-Honda        | 1:33,880  | +0,432    | 23         |
| 4        | Sergio Pérez       | Red Bull-Honda        | 1:34,193  | +0,745    | 25         |
| 5        | Esteban Ocon       | Alpine-Renault        | 1:34,329  | +0,881    | 25         |
| 6        | Daniel Ricciardo   | McLaren-Mercedes      | 1:34,644  | +1,196    | 24         |
| 7        | Fernando Alonso    | Alpine-Renault        | 1:34,693  | +1,245    | 21         |
| 8        | Pierre Gasly       | AlphaTauri-Honda      | 1:34,699  | +1,251    | 20         |
| 9        | Lando Norris       | McLaren-Mercedes      | 1:34,707  | +1,259    | 21         |
| 10       | Cunoda Júki        | AlphaTauri-Honda      | 1:34,847  | +1,399    | 22         |
| 11       | Charles Leclerc    | Ferrari               | 1:34,950  | +1,502    | 24         |
| 12       | Antonio Giovinazzi | Alfa Romeo-Ferrari    | 1:35,116  | +1,668    | 23         |
| 13       | Kimi Räikkönen     | Alfa Romeo-Ferrari    | 1:35,135  | +1,687    | 20         |
| 14       | Lance Stroll       | Aston Martin-Mercedes | 1:35,275  | +1,827    | 23         |
| 15       | Sebastian Vettel   | Aston Martin-Mercedes | 1:35,289  | +1,841    | 16         |
| 16       | Carlos Sainz Jr.   | Ferrari               | 1:35,342  | +1,894    | 24         |
| 17       | Nicholas Latifi    | Williams-Mercedes     | 1:35,612  | +2,164    | 22         |
| 18       | Nyikita Mazepin    | Haas-Ferrari          | 1:36,651  | +3,203    | 24         |
| 19       | Mick Schumacher    | Haas-Ferrari          | 1:37,329  | +3,881    | 14         |
| 20       | Roy Nissany        | Williams-Mercedes     | 1:37,881  | +4,433    | 16         |

### Második szabadedzés
A francia nagydíj második szabadedzését június 18-án, pénteken délután tartották, magyar idő szerint 15:00-kor.
| helyezés | versenyző          | csapat/motor          | elért idő | különbség | futott kör |
| -------- | ------------------ | --------------------- | --------- | --------- | ---------- |
| 1        | Max Verstappen     | Red Bull-Honda        | 1:32,872  | −         | 21         |
| 2        | Valtteri Bottas    | Mercedes              | 1:32,880  | +0,008    | 27         |
| 3        | Lewis Hamilton     | Mercedes              | 1:33,125  | +0,253    | 23         |
| 4        | Fernando Alonso    | Alpine-Renault        | 1:33,340  | +0,468    | 25         |
| 5        | Charles Leclerc    | Ferrari               | 1:33,550  | +0,678    | 23         |
| 6        | Esteban Ocon       | Alpine-Renault        | 1:33,685  | +0,813    | 23         |
| 7        | Pierre Gasly       | AlphaTauri-Honda      | 1:33,696  | +0,824    | 25         |
| 8        | Carlos Sainz Jr.   | Ferrari               | 1:33,698  | +0,826    | 24         |
| 9        | Kimi Räikkönen     | Alfa Romeo-Ferrari    | 1:33,786  | +0,914    | 26         |
| 10       | Lando Norris       | McLaren-Mercedes      | 1:33,822  | +0,950    | 24         |
| 11       | Antonio Giovinazzi | Alfa Romeo-Ferrari    | 1:33,831  | +0,959    | 23         |
| 12       | Sergio Pérez       | Red Bull-Honda        | 1:33,921  | +1,049    | 24         |
| 13       | Cunoda Júki        | AlphaTauri-Honda      | 1:33,955  | +1,083    | 25         |
| 14       | Daniel Ricciardo   | McLaren-Mercedes      | 1:34,079  | +1,207    | 24         |
| 15       | Sebastian Vettel   | Aston Martin-Mercedes | 1:34,447  | +1,575    | 25         |
| 16       | Lance Stroll       | Aston Martin-Mercedes | 1:34,632  | +1,760    | 24         |
| 17       | George Russell     | Williams-Mercedes     | 1:35,266  | +2,394    | 25         |
| 18       | Nicholas Latifi    | Williams-Mercedes     | 1:35,331  | +2,459    | 25         |
| 19       | Mick Schumacher    | Haas-Ferrari          | 1:35,512  | +2,640    | 24         |
| 20       | Nyikita Mazepin    | Haas-Ferrari          | 1:35,551  | +2,679    | 23         |

### Harmadik szabadedzés
A francia nagydíj harmadik szabadedzését június 19-én, szombaton kora délután tartották, magyar idő szerint 12:00-kor.
| helyezés | versenyző          | csapat/motor          | elért idő | különbség | futott kör |
| -------- | ------------------ | --------------------- | --------- | --------- | ---------- |
| 1        | Max Verstappen     | Red Bull-Honda        | 1:31,300  | −         | 11         |
| 2        | Valtteri Bottas    | Mercedes              | 1:32,047  | +0,747    | 14         |
| 3        | Carlos Sainz Jr.   | Ferrari               | 1:32,195  | +0,895    | 17         |
| 4        | Sergio Pérez       | Red Bull-Honda        | 1:32,238  | +0,938    | 15         |
| 5        | Lewis Hamilton     | Mercedes              | 1:32,266  | +0,966    | 15         |
| 6        | Lando Norris       | McLaren-Mercedes      | 1:32,336  | +1,036    | 14         |
| 7        | Fernando Alonso    | Alpine-Renault        | 1:32,624  | +1,324    | 15         |
| 8        | Esteban Ocon       | Alpine-Renault        | 1:32,681  | +1,381    | 16         |
| 9        | Pierre Gasly       | AlphaTauri-Honda      | 1:32,707  | +1,407    | 16         |
| 10       | Daniel Ricciardo   | McLaren-Mercedes      | 1:32,759  | +1,459    | 14         |
| 11       | Charles Leclerc    | Ferrari               | 1:32,820  | +1,520    | 15         |
| 12       | Antonio Giovinazzi | Alfa Romeo-Ferrari    | 1:33,017  | +1,717    | 17         |
| 13       | Lance Stroll       | Aston Martin-Mercedes | 1:33,051  | +1,751    | 15         |
| 14       | Sebastian Vettel   | Aston Martin-Mercedes | 1:33,200  | +1,900    | 18         |
| 15       | Kimi Räikkönen     | Alfa Romeo-Ferrari    | 1:33,328  | +2,028    | 16         |
| 16       | George Russell     | Williams-Mercedes     | 1:33,364  | +2,064    | 16         |
| 17       | Cunoda Júki        | AlphaTauri-Honda      | 1:33,424  | +2,124    | 17         |
| 18       | Nicholas Latifi    | Williams-Mercedes     | 1:33,584  | +2,284    | 16         |
| 19       | Mick Schumacher    | Haas-Ferrari          | 1:34,143  | +2,843    | 14         |
| 20       | Nyikita Mazepin    | Haas-Ferrari          | 1:34,642  | +3,342    | 13         |

## Időmérő edzés
A francia nagydíj időmérő edzését június 19-én, szombaton futották, magyar idő szerint 15:00-kor.
| helyezés              | rajtszám | versenyző          | csapat/motor          | 1. rész    | 2. rész    | 3. rész  | rajthely   | futott kör |
| --------------------- | -------- | ------------------ | --------------------- | ---------- | ---------- | -------- | ---------- | ---------- |
| 1                     | 33       | Max Verstappen     | Red Bull-Honda        | 1:31,001   | 1:31,080   | 1:29,990 | 1          | 16         |
| 2                     | 44       | Lewis Hamilton     | Mercedes              | 1:31,237   | 1:30,788   | 1:30,248 | 2          | 20         |
| 3                     | 77       | Valtteri Bottas    | Mercedes              | 1:31,669   | 1:30,735   | 1:30,376 | 3          | 16         |
| 4                     | 11       | Sergio Pérez       | Red Bull-Honda        | 1:31,560   | 1:30,971   | 1:30,445 | 4          | 16         |
| 5                     | 55       | Carlos Sainz Jr.   | Ferrari               | 1:32,079   | 1:31,146   | 1:30,840 | 5          | 19         |
| 6                     | 10       | Pierre Gasly       | AlphaTauri-Honda      | 1:31,898   | 1:31,353   | 1:30,868 | 6          | 22         |
| 7                     | 16       | Charles Leclerc    | Ferrari               | 1:32,209   | 1:31,567   | 1:30,987 | 7          | 20         |
| 8                     | 4        | Lando Norris       | McLaren-Mercedes      | 1:31,733   | 1:31,542   | 1:31,252 | 8          | 18         |
| 9                     | 14       | Fernando Alonso    | Alpine-Renault        | 1:32,158   | 1:31,549   | 1:31,340 | 9          | 17         |
| 10                    | 3        | Daniel Ricciardo   | McLaren-Mercedes      | 1:32,181   | 1:31,615   | 1:31,382 | 10         | 21         |
| 11                    | 31       | Esteban Ocon       | Alpine-Renault        | 1:32,139   | 1:31,736   |          | 11         | 10         |
| 12                    | 5        | Sebastian Vettel   | Aston Martin-Mercedes | 1:32,132   | 1:31,767   |          | 12         | 12         |
| 13                    | 99       | Antonio Giovinazzi | Alfa Romeo-Ferrari    | 1:32,722   | 1:31,813   |          | 13         | 13         |
| 14                    | 63       | George Russell     | Williams-Mercedes     | 1:33,060   | 1:32,065   |          | 14         | 13         |
| 15                    | 47       | Mick Schumacher    | Haas-Ferrari          | 1:32,942   | idő nélkül |          | 15         | 7          |
| 16                    | 6        | Nicholas Latifi    | Williams-Mercedes     | 1:33,062   |            |          | 16         | 7          |
| 17                    | 7        | Kimi Räikkönen     | Alfa Romeo-Ferrari    | 1:33,354   |            |          | 17         | 7          |
| 18                    | 9        | Nyikita Mazepin    | Haas-Ferrari          | 1:33,554   |            |          | 18         | 7          |
| 107%-os idő: 1:37,371 |          |                    |                       |            |            |          |            |            |
| NK                    | 18       | Lance Stroll       | Aston Martin-Mercedes | 2:12,584   |            |          | 19[1]      | 7          |
| NK                    | 22       | Cunoda Júki        | AlphaTauri-Honda      | idő nélkül |            |          | boxutca[1] | 2          |

Megjegyzés:
- ↑ 1:  — Lance Stroll és Cunoda Júki nem tudtak mért kört teljesíteni, így nem kvalifikálták magukat, de megkapták a rajtengedélyt a futamra. Cunoda autójának padlólemezét is ki kellett cserélni, így csak a boxutcából rajtolhatott.[3]

## Futam
A francia nagydíj futama június 20-án, vasárnap rajtolt, magyar idő szerint 15:00-kor.
| helyezés | rajtszám | versenyző          | csapat/motor          | futott kör | idő/kiesés oka | rajthely | pont  |
| -------- | -------- | ------------------ | --------------------- | ---------- | -------------- | -------- | ----- |
| 1        | 33       | Max Verstappen     | Red Bull-Honda        | 53         | 1:27:25,770    | 1        | 26[2] |
| 2        | 44       | Lewis Hamilton     | Mercedes              | 53         | +2,904         | 2        | 18    |
| 3        | 11       | Sergio Pérez       | Red Bull-Honda        | 53         | +8,811         | 4        | 15    |
| 4        | 77       | Valtteri Bottas    | Mercedes              | 53         | +14,618        | 3        | 12    |
| 5        | 4        | Lando Norris       | McLaren-Mercedes      | 53         | +1:04,032      | 8        | 10    |
| 6        | 3        | Daniel Ricciardo   | McLaren-Mercedes      | 53         | +1:15,857      | 10       | 8     |
| 7        | 10       | Pierre Gasly       | AlphaTauri-Honda      | 53         | +1:16,596      | 6        | 6     |
| 8        | 14       | Fernando Alonso    | Alpine-Renault        | 53         | +1:17,695      | 9        | 4     |
| 9        | 5        | Sebastian Vettel   | Aston Martin-Mercedes | 53         | +1:19,666      | 12       | 2     |
| 10       | 18       | Lance Stroll       | Aston Martin-Mercedes | 53         | +1:31,946      | 19       | 1     |
| 11       | 55       | Carlos Sainz Jr.   | Ferrari               | 53         | +1:39,337      | 5        |       |
| 12       | 63       | George Russell     | Williams-Mercedes     | 52         | +1 kör         | 14       |       |
| 13       | 22       | Cunoda Júki        | AlphaTauri-Honda      | 52         | +1 kör         | boxutca  |       |
| 14       | 31       | Esteban Ocon       | Alpine-Renault        | 52         | +1 kör         | 11       |       |
| 15       | 99       | Antonio Giovinazzi | Alfa Romeo-Ferrari    | 52         | +1 kör         | 13       |       |
| 16       | 16       | Charles Leclerc    | Ferrari               | 52         | +1 kör         | 7        |       |
| 17       | 7        | Kimi Räikkönen     | Alfa Romeo-Ferrari    | 52         | +1 kör         | 17       |       |
| 18       | 6        | Nicholas Latifi    | Williams-Mercedes     | 52         | +1 kör         | 16       |       |
| 19       | 47       | Mick Schumacher    | Haas-Ferrari          | 52         | +1 kör         | 15       |       |
| 20       | 9        | Nyikita Mazepin    | Haas-Ferrari          | 52         | +1 kör         | 18       |       |

Megjegyzés:
- ↑ 2:  — Max Verstappen a helyezéséért járó pontok mellett a versenyben futott leggyorsabb körért további 1 pontot szerzett.

## A világbajnokság állása a verseny után
| H   | Versenyzők       | Pont | H   | Konstruktőrök         | Pont |
| --- | ---------------- | ---- | --- | --------------------- | ---- |
| 1.  | Max Verstappen   | 131  | 1.  | Red Bull-Honda        | 215  |
| 2.  | Lewis Hamilton   | 119  | 2.  | Mercedes              | 178  |
| 3.  | Sergio Pérez     | 84   | 3.  | McLaren-Mercedes      | 110  |
| 4.  | Lando Norris     | 76   | 4.  | Ferrari               | 94   |
| 5.  | Valtteri Bottas  | 59   | 5.  | AlphaTauri-Honda      | 45   |
| 6.  | Charles Leclerc  | 52   | 6.  | Aston Martin-Mercedes | 40   |
| 7.  | Carlos Sainz Jr. | 42   | 7.  | Alpine-Renault        | 29   |
| 8.  | Pierre Gasly     | 37   | 8.  | Alfa Romeo-Ferrari    | 2    |
| 9.  | Daniel Ricciardo | 34   | 9.  | Williams-Mercedes     | 0    |
| 10. | Sebastian Vettel | 30   | 10. | Haas-Ferrari          | 0    |

(A teljes táblázat)

## Statisztikák
- Vezető helyen:
  - Lewis Hamilton: 38 kör (1-18 és 32-51)
  - Sergio Pérez: 5 kör (19-23)
  - Max Verstappen: 10 kör (24-31 és 52-53)
- Max Verstappen 5. pole-pozíciója, 13. versenyben futott leggyorsabb köre és 13. futamgyőzelme, ezzel pedig első mesterhármasa.
- A Red Bull 68. futamgyőzelme.
- Max Verstappen 48., Lewis Hamilton 170., Sergio Pérez 12. dobogós helyezése.